# Додж (Небраска)
Додж (англ. Dodge) — селище (англ. village) в США, в окрузі Додж штату Небраска. Населення — 611 особа (2020).

## Географія
Додж розташований за координатами 41°43′19″ пн. ш. 96°52′49″ зх. д. / 41.72194° пн. ш. 96.88028° зх. д. (41.721815, -96.880385).  За даними Бюро перепису населення США в 2010 році селище мало площу 1,02 км², уся площа — суходіл.

## Демографія
Згідно з переписом 2010 року, у селищі мешкало 612 осіб у 257 домогосподарствах у складі 158 родин. Густота населення становила 598 осіб/км².  Було 289 помешкань (282/км²).
Расовий склад населення:
| - 93,6 % — білих - 0,7 % — корінних американців - 0,3 % — чорних або афроамериканців - 5,2 % — осіб інших рас |

До двох чи більше рас належало 0,2 %. Частка іспаномовних становила 4,6 % від усіх жителів.
За віковим діапазоном населення розподілялося таким чином: 20,4 % — особи молодші 18 років, 46,4 % — особи у віці 18—64 років, 33,2 % — особи у віці 65 років та старші. Медіана віку мешканця становила 49,6 року. На 100 осіб жіночої статі у селищі припадало 91,8 чоловіків;  на 100 жінок у віці від 18 років та старших — 87,3 чоловіків також старших 18 років.
Середній дохід на одне домашнє господарство  становив 55 018 доларів США (медіана — 46 875), а середній дохід на одну сім'ю — 58 463 долари (медіана — 56 875). Медіана доходів становила 41 477 доларів для чоловіків та 32 917 доларів для жінок. За межею бідності перебувало 13,2 % осіб, у тому числі 25,6 % дітей у віці до 18 років та 4,6 % осіб у віці 65 років та старших.
Цивільне працевлаштоване населення становило 284 особи. Основні галузі зайнятості: освіта, охорона здоров'я та соціальна допомога — 27,1 %, виробництво — 23,6 %, будівництво — 7,7 %, фінанси, страхування та нерухомість — 7,0 %.